# Cortezura confixa
Cortezura confixa är en kräftdjursart som först beskrevs av Brian Frederick Kensley 1978.  Cortezura confixa ingår i släktet Cortezura och familjen Anthuridae. Inga underarter finns listade i Catalogue of Life.